# Makrokylindrus prolatus
Makrokylindrus prolatus is een zeekommasoort uit de familie van de Diastylidae. De wetenschappelijke naam van de soort is voor het eerst geldig gepubliceerd door Jones.